# بطرس الأليوطي
بطرس الأليوطي (بالإنجليزية: Peter the Aleut ؛ بالروسية: Пётр Алеу́т) واسمه الأصلي تشونغاكناك (بالإنجليزية: Cungagnaq ؛ بالروسية: Чукагнак)، هو شهيد وقديس في الكنيسة الأرثوذكسية الأمريكية.

## التاريخ
ولد القديس بطرس باسم تشونغاكناك لعائلة أليوطية من شعوب ألاسكا الأصلية في جزيرة كودياك، وحصل على اسمه المسيحي عند العماد من قبل المبشرين رفقاء القديس هيرمان. وفي عام 1815 أسره الجنود الإسبان مع صيادين كانوا معه ظنا منهم أنهم يعملون لحساب الروس. بعد الأسر، جاء بعض الكهنة الكاثوليك وحاولوا إقناعه بالتمذهب إلى الكاثوليكية لكنه أصر على الإيمان الأرثوذكسي، لكن ذلك لم يرق للكهنة ولم يقبلوه بصدر رحب، إذ أمروا بتعذيبه؛ قطعت أصابع يديه وقدميه مفصلا مفصلا، ثم قطع أطرافه. ثم استخرجوا أحشائه من جوفه. كان الإسبان على وشك تعذيب الصياد التالي، لكن ورود أوامر من السلطات الإسبانية بالإفراج عن السجناء الروس والسجناء من السكان الأصليين الذين تم القبض عليهم في ألاسكا، حال دون ذلك.

## وجهة نظر أخرى
في رسالة مطولة كتبها الضابط سيميون يانوفسكي، والذي كان مديرا للمستعمرات الروسية في ألاسكا من 1818 إلى 1820، كتبها في 22 نوفمبر 1865 إلى رئيس دير فالام في فنلندا، ذكر أنه سمع الحكاية من شاهد عيان مزعوم بعد خمسين عاما من حدوثها. أشارت الرسالة إلى وصف التعذيب الذي لحق ببطرس على يد «اليسوعيين»، وهذا ما كان مستحيلا تاريخيا؛ إذ تم طرد الرهبان اليسوعيين من جميع الأراضي الإسبانية بحلول عام 1767، وتم قمعها أمميا في عام 1773، ولم تتم إعادة تشكيلها إلا في عام 1814، أي قبل عام واحد من وفاة بطرس.. في عام 1815 لم يكن هناك يسوعيون في الأرجاء، وأقرب تواجد لهم كان على بعد آلاف من الأميال من ولاية كاليفورنيا التي أعدم فيها بطرس، لأن إعادة تكون الرهبنة في إسبانيا الجديدة لم تتم إلا بحلول عام 1816. ووجود الرهبان في كاليفورنيا كان مقتصرا على الفرنسيسكان في ذلك الوقت. تبقى فرضية اختلاط الأمر على شاهد العيان في التفريق بين الفرنسيسكان من اليسوعيين قائمة.

## التطويب
وفقا لرسالة يانوفسكي، أبحر القديس هيرمان إلى جزيرة كودياك مسرعا لما سمع بخبر استشهاد بطرس، وأبنه بقوله:
《يا بطرس، أيها الشهيد الجديد المطوب، صل من أجلنا!》
قامت الكنيسة الروسية الأرثوذكسية خارج روسيا بإعلان قداسة بطرس الأليوطي وتبجيله من قبل أبرشية ألاسكا التابعة للكنيسة الأرثوذكسية في أمريكا باسم «شهيد سان فرانسيسكو» في عام 1980. ويحتفل بعيده في 24 سبتمبر و12 ديسمبر. وتم تكريس عدد من الكنائس في أمريكا الشمالية له، بما في ذلك كنائس؛ بحيرة هافاسو سيتي في أريزونا، مينوت في داكوتا الشمالية، مدينة كالغاري ومقاطعة سانت تاماني في لويزيانا.